# Razvrščanje
Razvrščanje je postopek, s katerim elemente iz izvorne množice razporedimo v dve ali več podmnožic. Elementi iste podmnožice imajo neko skupno lastnost. Na primer naravna števila lahko razvrstimo na soda in liha, pri čemer velja, da so vsa soda števila deljiva z dva. Za  razvrščanje pogosto uporabljamo inteligentne sisteme kot so odločitvena drevesa in nevronske mreže. Strojno učenje omogoča, da inteligentni sistem sam poišče pravila za razvrščanje, kar pomeni, da je lahko rezultat takšnega razvrščanja bolj natančen kot to zmoremo ljudje.